# Chess.com
Chess.com este o aplicație gratuită în care poți să te joci  șah cu roboți sau persoane online, să rezolvi puzzle-uri de șah și să primiți lecții gratuite. Aceasta este Site-ul numărul 1 la șah online. 